# Hernán Daniel Santana Trujillo
Hernán Daniel Santana Trujillo   (Breña Baja, 26 d'agost de 1990), conegut simplement com a Hernán, és un futbolista professional canari que juga com a migcampista.

## Carrera esportiva
Hernán es va formar al planter de la UD Las Palmas. Va debutar com a sènior amb la UD Las Palmas Atlético el 2010, a Tercera Divisió.
Hernán va debutar com a professional el 12 de febrer de 2011, com a titular, en una derrota per 0–5 a fora contra l'AD Alcorcón en un partit de Segona Divisió. No va jugar el seu segon partit a la categoria fins a l'1 d'octubre, en un empat 1–1 a casa contra el Reial Múrcia. El juny de 2012, fou definitivament promocionat al primer equip.
Hernán va marcar el seu primer gol a segona el 2 de març de 2013, en un empat 3–3 a casa contra el FC Barcelona B. L'agost, va patir una lesió de genoll, i acabà jugant poc la temporada 2013–14.
Hernán fou titular indiscutible la temporada 2014–15, tot jugant 36 partits, i marcant tres gols, mentre l'equip va ascendir a La Liga després d'una absència de 13 anys. L'1 de juliol de 2015 va signar un nou contracte per tres anys amb el club, fins al 2018.
Hernán va debutar a primera el 22 d'agost de 2015, en una derrota per 0–1 contra l'Atlètic de Madrid.